# Persone di nome Giuseppe/Imprenditori
| Questa pagina contiene informazioni ricavate automaticamente dalle voci biografiche con l'ausilio del template Bio e di un bot. L'aggiornamento è periodico e automatico e ricostruisce completamente la pagina. Se manca una persona in questa lista, sei pregato di non aggiungerla, ma accertati piuttosto che la sua voce biografica contenga il template Bio e che i dati anagrafici siano correttamente compilati. Se il template Bio manca, inseriscilo tu stesso o, in alternativa, metti l'avviso {{tmp\|Bio}} che ne segnala la mancanza. Se i dati riportati sono sbagliati, correggi direttamente la voce biografica; le modifiche saranno visibili in questa lista entro pochi giorni. Per chiarimenti vedi il progetto antroponimi. La lista contiene solo le 64 persone che sono citate nell'enciclopedia e per le quali è stato implementato correttamente il template Bio. Pagina aggiornata al 22 lug 2025. |

Questa è una lista di persone presenti nell'enciclopedia che hanno il nome Giuseppe e sono imprenditori.

## A(4)
- Giuseppe Francesco Agnelli, imprenditore italiano (Racconigi, n. 1789 - Torino, † 1865)
- Giuseppe Agnino, imprenditore, giornalista e politico italiano (Savona, n. 1891 - Orbetello, † 1974)
- Giuseppe Amarelli, imprenditore italiano (Rossano, n. 1904 - Rossano, † 1990)
- Giuseppe Angelico, imprenditore italiano (Ronco Biellese, n. 1930 - Ronco Biellese, † 2009)

## B(6)
- Giuseppe Badoni, imprenditore italiano (Rancio, n. 1807 - Castello di Lecco, † 1877)
- Giuseppe Luigi Beneventano, imprenditore e politico italiano (Carlentini, n. 1840 - Lentini, † 1934)
- Giuseppe Bonacossa, imprenditore e politico italiano (Dorno, n. 1841 - Milano, † 1908)
- Giuseppe Borri, imprenditore italiano (Busto Arsizio, n. 1867 - Busto Arsizio, † 1926)
- Giuseppe Borsellino, imprenditore italiano (Lucca Sicula, n. 1938 - Lucca Sicula, † 1992)
- Giuseppe Brion, imprenditore italiano (San Vito d'Altivole, n. 1909 - Rapallo, † 1968)

## C(10)
- Giuseppe Cacciò, imprenditore italiano (Portoferraio, n. 1898 - Roma, † 1986)
- Giuseppe Calabrese, imprenditore e inventore italiano (Monopoli, n. 1913 - Bari, † 1998)
- Giuseppe Cambiaghi, imprenditore italiano (Monza, n. 1851 - Monza, † 1925)
- Giuseppe Capone di Altavilla, imprenditore e politico italiano (Arpaise, n. 1793 - Napoli, † 1873)
- Giuseppe Caravita di Sirignano, imprenditore e politico italiano (Napoli, n. 1849 - Napoli, † 1920)
- Giuseppe Cenzato, imprenditore italiano (Lonigo, n. 1882 - Napoli, † 1969)
- Giuseppe Cerrano, imprenditore italiano (Pontestura, n. 1841 - Casale Monferrato, † 1909)
- Giuseppe Ciarrapico, imprenditore, politico e editore italiano (Roma, n. 1934 - Roma, † 2019)
- Giuseppe Cipriani, imprenditore italiano (Verona, n. 1900 - Venezia, † 1980)
- Giuseppe Crippa, imprenditore italiano (Robbiate, n. 1935 - Merate, † 2025)

## D(5)
- Giuseppe D'Alì, imprenditore e politico italiano (Trapani, n. 1832 - Trapani, † 1915)
- Giuseppe De Riseis, imprenditore e politico italiano (Scerni, n. 1833 - Roma, † 1924)
- Giuseppe Degennaro, imprenditore e politico italiano (Bitonto, n. 1940 - † 2004)
- Giuseppe Diomelli, imprenditore italiano (Pontedera, n. 1949)
- Giuseppe Durio, imprenditore italiano (Torino, n. 1828 - Torino, † 1896)

## E(1)
- Giuseppe Elia, imprenditore e politico italiano (Ceglie Messapica, n. 1821 - Roma, † 1887)

## F(6)
- Giuseppe Fantacci, imprenditore e filantropo italiano (Firenze, n. 1905 - Firenze, † 1998)
- Giuseppe Farina, imprenditore e dirigente sportivo italiano (Gambellara, n. 1933 - Zevio, † 2025)
- Giuseppe Antonio Fedrigoni, imprenditore italiano (Verona, n. 1837 - † 1910)
- Giuseppe Ferro, imprenditore italiano (Frattamaggiore, n. 1901 - Campobasso, † 1978)
- Giuseppe Figoni, imprenditore e designer italiano (Farini, n. 1892 - Parigi, † 1978)
- Giuseppe Frua, imprenditore italiano (Milano, n. 1855 - Milano, † 1937)

## G(6)
- Giuseppe Gallone di Nociglia, imprenditore e politico italiano (Napoli, n. 1819 - Napoli, † 1898)
- Giuseppe Gazzoni Frascara, imprenditore e dirigente sportivo italiano (Torino, n. 1935 - Bologna, † 2020)
- Giuseppe Gilera, imprenditore italiano (Zelo Buon Persico, n. 1887 - Arcore, † 1971)
- Giuseppe Greppi, imprenditore e filantropo italiano (Bergamo, n. 1826 - Bergamo, † 1913)
- Giuseppe Grossi, imprenditore italiano (Milano, n. 1947 - Pavia, † 2011)
- Giuseppe Guidi di Bagno, imprenditore e politico italiano (Savignano sul Rubicone, n. 1874 - Milano, † 1938)

## I(1)
- Giuseppe Imperiali, imprenditore e politico italiano (Genova, n. 1806 - San Fruttuoso di Camogli, † 1871)

## L(2)
- Giuseppe Locati, imprenditore, artista e ingegnere italiano (Monza, n. 1939 - Monza, † 2022)
- Giuseppe Longato, imprenditore e dirigente sportivo italiano (Padova, n. 1922 - Padova, † 2006)

## M(7)
- Giuseppe Mancini, imprenditore italiano (Rocca San Casciano, n. 1922 - Busto Arsizio, † 2003)
- Giuseppe Mazzini, imprenditore e politico italiano (Livorno, n. 1883 - Torino, † 1961)
- Giuseppe Francesco Médail, imprenditore e mercante italiano (Bardonecchia, n. 1784 - Susa, † 1844)
- Giuseppe Miroglio, imprenditore italiano (Alba, n. 1886 - Alba, † 1979)
- Giuseppe Moccagatta, imprenditore, politico e dirigente sportivo italiano (Alessandria, n. 1900 - Torino, † 1946)
- Giuseppe Moccia, imprenditore e dirigente sportivo italiano (Afragola, n. 1921 - Afragola, † 2001)
- Giuseppe Lazzaro Morpurgo, imprenditore austriaco (Gorizia, n. 1759 - Trieste, † 1835)

## N(1)
- Giuseppe Nuvolari, imprenditore e patriota italiano (Roncoferraro, n. 1820 - Roncoferraro, † 1897)

## P(5)
- Giuseppe Enzo Palanti, imprenditore e compositore italiano (Milano, n. 1922 - Brescia, † 1981)
- Giuseppe Panini, imprenditore italiano (Pozza di Maranello, n. 1925 - Modena, † 1996)
- Giuseppe Pastori, imprenditore italiano (Orzinuovi, n. 1814 - † 1885)
- Giuseppe Pisante, imprenditore italiano (San Severo, n. 1942 - Milano, † 2009)
- Giuseppe Pontremoli, imprenditore e editore italiano (Forlì, n. 1879 - Milano, † 1952)

## Q(1)
- Stefano Quintarelli, imprenditore e informatico italiano (Negrar, n. 1965)

## S(2)
- Giuseppe Segre, imprenditore italiano (Milano, n. 1873 - Auschwitz, † 1944)
- Giuseppe Spatz, imprenditore e politico tedesco (Neunkirchen am Brand, n. 1849 - Milano, † 1909)

## T(3)
- Giuseppe Telfener, imprenditore e politico italiano (Foggia, n. 1839 - Torre del Greco, † 1898)
- Beppe Tenti, imprenditore, produttore televisivo e esploratore italiano (Torino, n. 1936)
- Giuseppe Tudini, imprenditore italiano (Aringo, n. 1885 - † 1961)

## V(4)
- Giuseppe Vastapane, imprenditore italiano (Chieri, n. 1901 - Torino, † 1985)
- Giuseppe Verzocchi, imprenditore italiano (Roma, n. 1887 - Milano, † 1970)
- Giuseppe Vilardi, imprenditore, dirigente sportivo e politico italiano (Reggio Calabria, n. 1899 - † 1972)
- Giuseppe Vismara, imprenditore, banchiere e filantropo italiano (Seregno, n. 1888 - † 1974)